# Memphis Pros 1970-1971
La stagione 1970-71 dei Memphis Pros fu la 4ª nella ABA per la franchigia.
I Memphis Pros arrivarono terzi nella Western Division con un record di 41-43. Nei play-off persero la semifinale di division con gli Indiana Pacers (4-0).

## Roster
| N° | Naz.                   | Ruolo | Sportivo         | Anno | Alt. | Peso |
| -- | ---------------------- | ----- | ---------------- | ---- | ---- | ---- |
| 10 | Stati Uniti (bandiera) | G     | Charlie Williams | 1943 | 183  | 75   |
| 11 | Stati Uniti (bandiera) | A     | Wil Jones        | 1947 | 203  | 93   |
| 12 | Stati Uniti (bandiera) | AC    | Coby Dietrick    | 1948 | 208  | 100  |
| 15 | Stati Uniti (bandiera) | GA    | Jimmy Jones      | 1945 | 193  | 85   |
| 21 | Stati Uniti (bandiera) | G     | Bob Warren       | 1946 | 196  | 86   |
| 22 | Cuba (bandiera)        | AC    | Al Cueto         | 1946 | 201  | 104  |
| 23 | Stati Uniti (bandiera) | GA    | Steve Jones      | 1942 | 196  | 93   |
| 24 | Stati Uniti (bandiera) | G     | Skeeter Swift    | 1946 | 191  | 93   |
| 25 | Stati Uniti (bandiera) | AC    | Gerald Govan     | 1942 | 208  | 100  |
| 32 | Stati Uniti (bandiera) | C     | Craig Raymond    | 1945 | 211  | 107  |
| 33 | Stati Uniti (bandiera) | A     | Wendell Ladner   | 1948 | 196  | 100  |
| 34 | Stati Uniti (bandiera) | AC    | Lee Davis        | 1945 | 203  | 107  |

## Staff tecnico
- Allenatore: Babe McCarthy